# Serrat de l'Audilo
El Serrat de l'Audilo és un serrat del municipi de Gavet de la Conca, dins del territori de l'antic terme de Sant Serni. És la continuació cap a l'est del Serrat de la Móra.